# Amatitlania coatepeque
Amatitlania coatepeque är en fiskart som beskrevs av Schmitter-soto 2007. Amatitlania coatepeque ingår i släktet Amatitlania och familjen Cichlidae. Inga underarter finns listade i Catalogue of Life.